# 単線

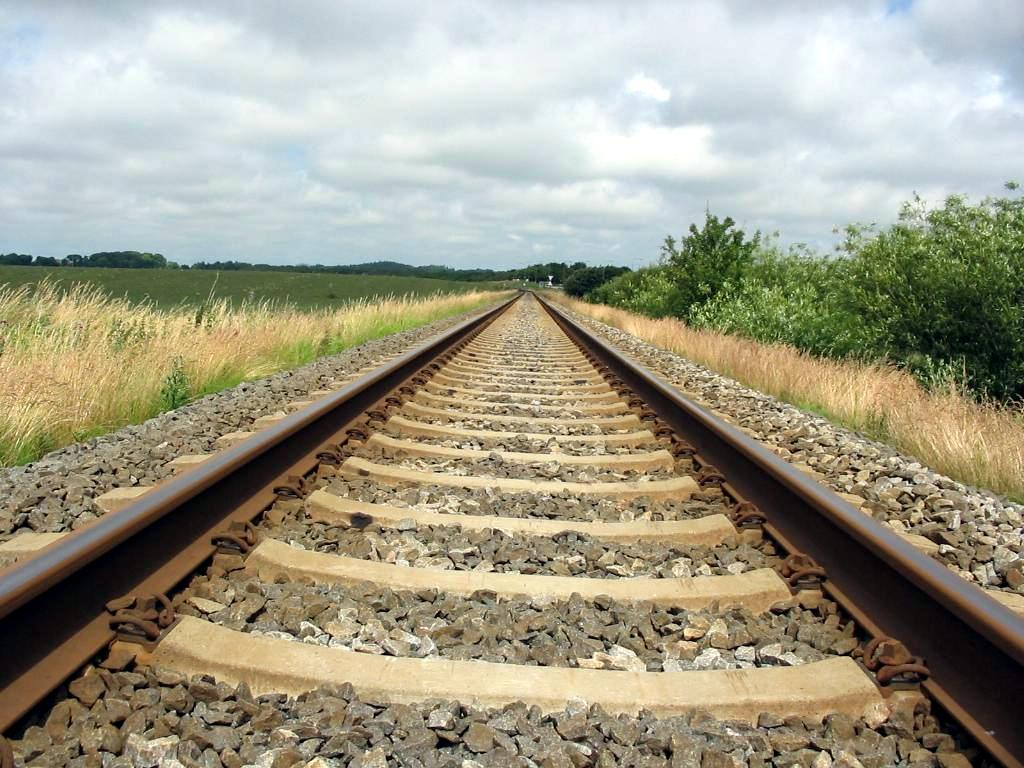
単線の線路

単線（たんせん、英 : single track）とは、鉄道用語で、相対する方向への列車を1つの線路のみで運行する区間のことを言う。最低限の設備で列車運行が出来るため、列車の本数の少ない路線では広く利用されている。列車の行き違い（列車交換）は、駅（交換駅）や信号場に設けられた交換設備を使って行う。
相対する列車が同じ線路を通るため、正しく列車運行を制御しないと正面衝突の危険性がある。そのため種々の閉塞方式により確実に1閉塞区間に1列車のみを保証する必要がある（日本における鉄道に関する技術上の基準を定める省令でもそのように規定されている）。

## 単線の例
鉄道黎明期
鉄道の黎明期には狭い範囲で円形に軌道を敷設し有料で乗車させる、現在で言うところの遊園地のアトラクションに近いものが存在した。これは同じところを回るだけのため単線で済んだ。
都市間鉄道においては、鉄道黎明期は列車本数が1日数本というところもあったため単線軌道のみを敷設し、反対方向への相対する列車は交換駅などに複線区間を設けそこで列車交換をさせていた。列車本数が増すにつれて行違いが多く必要になってくるため、交換駅以外も複線にされるようになった（複線化）。
鉄道斜陽期
道路及び自動車が普及するに従い、複線軌道が敷設されている路線においても鉄道輸送及び列車本数が減少した路線では、軌道が単線化される例が存在する。その場合は列車交換のため交換駅として部分的に複線区間は残される。
例
- 晩年の南海天王寺支線等。

複線準備
当初は単線の軌道のみ敷設し、後年の複線化に対応させるために複線軌道が敷設出来るように土地が確保されている例が存在する（道路の暫定2車線に類似）。その場合は列車交換は交換駅または信号場と言った交換設備を設けて行う。
例
- 名鉄小牧線の小牧駅以北、京成千原線等。

災害
複線で敷設された軌道が災害等により使用不能となり、復旧費用節減のために単線化されたもの。列車密度や収益性等、重要性の高い場合は複線で復旧される場合もある。
例
- JR室蘭本線の栗山駅 - 栗丘駅間。複線1線がトンネル崩落のために使用不能となり、残る1線による単線化で運用。
- JR常磐線の大野駅 - 双葉駅間。複線化で2本架けられていた橋梁が東日本大震災で損壊。架け替え修復時、線路敷設は1本のみとし、残る1本は線路非設の道路橋で復旧した。

土地の捻出
道路整備や鉄道建設に伴い、土地を確保するために既存の複線路線が単線化される例が存在する。
例
- JR奥羽本線山形駅 - 羽前千歳駅、秋田駅 - 大曲駅間。複線の一線を山形新幹線・秋田新幹線用に改軌して単線並列で運用。
- 福井鉄道福武線の福井駅前駅付近。福井駅整備のため。

不要不急線
日本において、太平洋戦争中の金属類回収令によって複線のうち1線を撤去し、単線化されたもの。
例
- JR御殿場線や阪急嵐山線等。

暫定的な単線
地下鉄やモノレール等のように構造上建設後に変更が利きにくい路線では、暫定的に延伸した終着駅に渡り線が設置出来ない場合があり、直近の渡り線が設置された駅から終着駅までが単線並列または単線となる例が存在する。
例
- 千葉都市モノレール2号線動物公園駅 - スポーツセンター駅間（1988年 - 1991年）。
- 東京地下鉄丸ノ内線西銀座駅（現・銀座駅） - 霞ケ関駅間（1958年 - 1959年）。
- 西武鉄道西武有楽町線の新桜台駅 - 練馬駅間 （1994年 - 1998年）。西武有楽町線の延伸工事と同時施工の西武池袋線の高架複々線化工事の過程で、練馬駅構内の西武池袋線の下り線の高架化と同時に現在の西武有楽町線の下り線を先行して完成させたため。

また、複線を有する路線の高架化などの工事の際に、仮線を作る土地を節約するため、列車の運行に支障が出ない場合に限り一時的に路線を単線化させる例が存在する。
例
- 阪急今津線宝塚駅 - 宝塚南口駅間や阪神西大阪線（現阪神なんば線）大物駅付近など

保有車両が1編成のみの運行
1編成の車両を往復させるのみで列車交換が不要の場合は、単線でも問題無い。
- 上野動物園モノレール、鞍馬山鋼索鉄道等。

一方向のみの運行
様々な理由で一方向のみで運行される場合は、当然単線でも問題ない。
一方向のみの環状路線の例
- ディズニーリゾートライン等。

末端部がループ線になっている路線の例
神戸ポートライナー、山万ユーカリが丘線等。
上下線で異なる場所を経由する路線の例
- 廃止前の新垂井駅等。

## 現在の単線区間一覧

### JR
※太字の駅は会社境界駅

#### JR北海道
- 宗谷本線一部区間
  - 北旭川駅 - 稚内駅間
- 石北本線全線
- 釧網本線全線
- 富良野線全線
- 根室本線全線
- 石勝線全線
- 千歳線一部区間
  - 南千歳駅 - 新千歳空港駅間
- 日高本線全線
- 留萌本線全線

#### JR東日本
- 津軽線全線
- 大湊線全線
- 八戸線全線
- 奥羽本線一部区間
  - 関根駅 - 赤湯駅間
  - 北赤湯信号場 - 羽前中山駅間
  - 山形駅 - 芦沢駅間
  - 舟形駅 - 及位駅間
  - 院内駅 - 神宮寺駅間
  - 峰吉川駅 - 秋田駅間
  - 追分駅 - 羽後飯塚駅間
  - 八郎潟駅 - 鹿渡駅間
  - 森岳駅 - 鶴形駅間
  - 前山駅 - 鷹ノ巣駅間
  - 早口駅 - 大館駅間
  - 長峰駅 - 石川駅間
  - 川部駅 - 青森駅間
- 五能線全線
- 花輪線全線
- 男鹿線全線
- 山田線全線
- 羽越本線一部区間
  - 新津駅 - 新発田駅間
  - 金塚駅 - 中条駅間
  - 平林駅 - 村上駅間
  - 間島駅 - 越後早川駅間
  - 桑川駅 - 越後寒川駅間
  - 勝木駅 - 府屋駅間
  - 小岩川駅 - あつみ温泉駅間
  - 羽前大山駅 - 藤島駅間
  - 本楯駅 - 遊佐駅間
  - 吹浦駅 - 金浦駅間
  - 仁賀保駅 - 西目駅間
  - 折渡駅 - 道川駅間
  - 下浜駅 - 秋田駅間
- 釜石線全線
- 北上線全線
- 大船渡線全線
- 陸羽西線全線
- 陸羽東線全線
- 石巻線全線
- 気仙沼線全線
- 仙石線一部区間
  - 東塩釜駅 - 石巻駅間
- 東北本線一部区間（支線）
  - 岩切駅 - 利府駅間
- 仙山線全線
- 左沢線全線
- 米坂線全線
- 白新線一部区間
  - 新崎駅 - 新発田駅間
- 水郡線全線
- 水戸線全線
- 烏山線全線
- 日光線全線
- 吾妻線全線
- 両毛線一部区間
  - 小山駅 - 岩舟駅間
  - 佐野駅 - 駒形駅間
- 八高線一部区間
  - 倉賀野駅 - 北藤岡駅の高崎線共用部を除く全線
- 川越線一部区間
  - 日進駅 - 高麗川駅間
- 総武本線一部区間
  - 総武本線・成田線分岐点（佐倉駅と南酒々井駅の間。第二高岡踏切までは成田線と並走。第二高岡踏切通過直後に成田線は北側に分離。駅では佐倉駅から単線区間） - 銚子駅
- 成田線一部区間
  - 成田線分岐点（成田駅と久住駅の間。駅では久住駅から単線区間） - 銚子駅、成田線分岐点 - 成田空港駅、成田駅 - 我孫子駅間
- 鹿島線全線
- 久留里線全線
- 東金線全線
- 外房線一部区間
  - 上総一ノ宮駅 - 東浪見駅間
  - 長者町駅 - 御宿駅間
  - 勝浦駅 - 安房鴨川駅間
- 内房線一部区間
  - 君津駅 - 安房鴨川駅間
- 横須賀・総武快速線一部区間
  - 久里浜駅 - 横須賀駅間
- 青梅線一部区間
  - 東青梅駅 - 奥多摩駅間
- 五日市線全線
- 南武線一部区間
  - 尻手駅 - 八丁畷駅間（浜川崎支線）
  - 尻手駅 - 鶴見駅間（貨物支線・尻手短絡線）
- 鶴見線一部区間
  - 浜川崎駅 - 扇町駅間
  - 新芝浦駅 - 海芝浦駅間（海芝浦支線）
  - 武蔵白石駅 - 大川駅間（大川支線）
- 相模線全線
- 伊東線一部区間
  - 来宮駅 - 伊東駅間
- 中央本線管轄一部区間
  - 普門寺信号場 - 岡谷駅間
  - 岡谷駅 - 辰野駅 - 塩尻駅間
- 大糸線管轄区間
  - 松本駅 - 南小谷駅間
- 小海線全線
- 飯山線全線
- 篠ノ井線一部区間
  - 松本駅 - 田沢駅間
  - 明科駅 - 篠ノ井駅間

#### JR東海
- 東海道本線管轄一部区間（支線）
  - 大垣駅 - 美濃赤坂駅間
- 中央本線管轄一部区間
  - 贄川駅 - 奈良井駅間
  - 宮ノ越駅 - 原野駅間
  - 倉本駅 - 十二兼駅間
- 高山本線管轄一部区間
  - 岐阜駅 - 猪谷駅間
- 関西本線管轄一部区間
  - 笹島信号場 - 弥富駅間
  - 桑名駅 - 富田浜駅間
  - 四日市駅 - 南四日市駅間
  - 河原田駅 - 亀山駅間
- 紀勢本線管轄区間
  - 亀山駅 - 新宮駅間
- 御殿場線全線
- 身延線一部区間
  - 富士宮駅 - 甲府駅間
- 飯田線一部区間
  - 豊川駅 - 辰野駅間
- 武豊線全線
- 太多線全線
- 名松線全線
- 参宮線全線

#### JR西日本
- 大糸線管轄区間
  - 南小谷駅 - 糸魚川駅間
- 高山本線管轄一部区間
  - 猪谷駅 - 富山駅間
- 関西本線管轄一部区間
  - 亀山駅 - 木津駅間
- 紀勢本線管轄一部区間
  - 新宮駅 - 紀伊田辺駅間
  - 和歌山駅 - 和歌山市駅間
- 山陽本線管轄一部区間（支線）
  - 兵庫駅 - 和田岬駅間
- 氷見線全線
- 城端線全線
- 七尾線全線
- 越美北線全線
- 小浜線全線
- 草津線全線
- 和歌山線全線
- 桜井線全線
- 阪和線一部区間（支線）
  - 鳳駅 - 東羽衣駅間
- 奈良線一部区間
  - 城陽駅 - 山城多賀駅間
  - 玉水駅 - 木津駅間
- 山陰本線一部区間
  - 園部駅 - 綾部駅間
  - 福知山駅 - 伯耆大山駅間
  - 安来駅 - 東松江駅間
  - 松江駅 - 玉造温泉駅間
  - 来待駅 - 幡生駅間
  - 長門市駅 - 仙崎駅間（仙崎支線）
- 福知山線一部区間
  - 篠山口駅 - 福知山駅間
- 舞鶴線全線
- 播但線全線
- 因美線全線
- 境線全線
- 加古川線全線
- 姫新線全線
- 赤穂線全線
- 宇野線一部区間
  - 岡山駅 - 早島駅間
  - 久々原駅 - 宇野駅間
- 津山線全線
- 吉備線全線
- 伯備線一部区間
  - 備中高梁駅 - 井倉駅間
  - 石蟹駅 - 伯耆大山駅間
- 福塩線全線
- 芸備線全線
- 木次線全線
- 呉線全線
- 可部線全線
- 岩徳線全線
- 山口線全線
- 宇部線全線
- 小野田線全線
- 美祢線全線

#### JR四国
- 予讃線一部区間
  - 多度津駅 - 宇和島駅間
  - 向井原駅 - 内子駅間（支線）
  - 新谷駅 - 伊予大洲駅間（支線）
- 高徳線一部区間
  - 高松駅 - 佐古駅間
- 土讃線全線
- 内子線全線
- 予土線全線
- 鳴門線全線
- 徳島線全線
- 牟岐線全線

#### JR九州
- 鹿児島本線一部区間
  - 川内駅 ‐ 木場茶屋駅間
  - 串木野駅 ‐ 東市来駅間
- 日豊本線一部区間
  - 立石駅 ‐ 中山香駅間
  - 杵築駅 ‐ 日出駅間
  - 大分駅 ‐ 鹿児島駅間
- 日田彦山線全線
- 後藤寺線全線
- 筑豊本線一部区間
  - 飯塚駅 ‐ 原田駅間
- 篠栗線全線
- 香椎線全線
- 筑肥線一部区間
  - 筑前前原駅 ‐ 唐津駅間
  - 山本駅 ‐ 伊万里駅間
- 唐津線全線
- 長崎本線一部区間
  - 江北駅 ‐ 諫早駅間
  - 喜々津駅 - 浦上駅（旧線も含む）
- 佐世保線一部区間
  - 江北駅 - 大町駅間
  - 高橋駅 - 佐世保駅間
- 大村線全線
- 久大本線全線
- 豊肥本線全線
- 三角線全線
- 肥薩線全線
- 吉都線全線
- 宮崎空港線全線
- 日南線全線
- 指宿枕崎線全線

### 第三セクター

#### 東北
- 三陸鉄道リアス線全線
- 仙台空港鉄道仙台空港線全線
- 阿武隈急行線一部区間
  - 矢野目信号場 - 槻木駅間
- 秋田内陸縦貫鉄道秋田内陸線全線
- 山形鉄道フラワー長井線全線
- 会津鉄道会津線全線
- 野岩鉄道会津鬼怒川線全線

#### 関東
- いすみ鉄道いすみ線全線
- わたらせ渓谷鉄道わたらせ渓谷線全線

#### 東海
- 天竜浜名湖鉄道天竜浜名湖線全線
- 愛知環状鉄道線一部区間
  - 岡崎駅 - 中岡崎駅間
  - 北岡崎駅 - 北野桝塚駅間
  - 三河上郷駅 - 三河豊田駅間
  - 新豊田駅 - 瀬戸市駅間
- 伊勢鉄道伊勢線一部区間
  - 中瀬古駅 - 津駅間

#### 関西
- 京都丹後鉄道宮舞線全線
- 京都丹後鉄道宮豊線全線
- 京都丹後鉄道宮福線全線

#### 九州
- 松浦鉄道西九州線全線
- 平成筑豊鉄道糸田線全線
- 平成筑豊鉄道田川線全線
- 平成筑豊鉄道門司港レトロ観光線全線
- 甘木鉄道甘木線全線
- 肥薩おれんじ鉄道線一部区間
  - 八代駅 - 湯浦駅間
  - 津奈木駅 - 川内駅間

### 私鉄

#### 東北
- 津軽鉄道線全線
- 弘南鉄道大鰐線全線
- 弘南鉄道弘南線全線
- 福島交通飯坂線全線

#### 関東
- 京成本線一部区間
  - 空港第2ビル駅 - 成田空港駅間
- 京成金町線全線
- 京成千原線全線
- 京成成田空港線一部区間
  - 成田湯川駅 - 成田空港駅間
- 東武伊勢崎線一部区間
  - 館林駅 - 伊勢崎駅間
- 東武大師線全線
- 東武佐野線全線
- 東武桐生線全線
- 東武小泉線全線
- 東武宇都宮線全線
- 東武鬼怒川線一部区間
  - 下今市駅 - 鬼怒立岩信号場間
  - 鬼怒川温泉駅 - 新藤原駅間
- 東武野田線一部区間
  - 春日部駅 - 運河駅間
- 東武東上線一部区間
  - 嵐山信号場 - 寄居駅間
- 東武越生線一部区間
  - 坂戸駅 - 武州長瀬駅間
  - 東毛呂駅 - 越生駅間
- 西武池袋線一部区間
  - 飯能駅 - 吾野駅間
- 西武豊島線全線
- 西武狭山線全線
- 西武秩父線全線
- 西武新宿線一部区間
  - 脇田信号場 - 本川越駅間
- 西武拝島線一部区間
  - 玉川上水駅 - 武蔵砂川駅間
  - 西武立川駅 - 拝島駅間
- 西武多摩湖線全線
- 西武国分寺線全線
- 西武西武園線全線
- 西武多摩川線全線
- 西武山口線全線
- 東急こどもの国線全線
- 京急久里浜線一部区間
  - 京急久里浜駅 - 京急長沢駅間
  - 三浦海岸駅 - 三崎口駅間
- 京王動物園線全線
- 京王高尾線一部区間
  - 高尾駅 - 高尾山口駅間
- 上信電鉄上信線全線
- 上毛電気鉄道上毛線全線
- 関東鉄道竜ヶ崎線全線
- 関東鉄道常総線一部区間
  - 水海道駅 - 下館駅間
- 秩父鉄道秩父本線全線
- 銚子電気鉄道銚子電気鉄道線全線
- 小湊鉄道小湊鉄道線全線
- 江ノ島電鉄江ノ島電鉄線全線
- 小田急箱根鉄道線全線
- 伊豆箱根鉄道大雄山線全線

#### 東海
- 名鉄名古屋本線一部区間
  - 加納駅 - 名鉄岐阜駅間
- 名鉄豊川線全線
- 名鉄西尾線一部区間
  - 新安城駅 - 桜井駅間
  - 南桜井駅 - 西尾口駅間
  - 西尾駅 - 吉良吉田駅間
- 名鉄蒲郡線全線
- 名鉄三河線一部区間
  - 猿投駅 - 梅坪駅間
  - 豊田市駅 - 知立駅間
  - 重原駅 - 刈谷駅間
  - 刈谷市駅 - 碧南駅間
- 名鉄河和線一部区間
  - 河和口駅 - 河和駅間
- 名鉄知多新線全線
- 名鉄築港線全線
- 名鉄尾西線一部区間
  - 弥富駅 - 佐屋駅間
  - 森上駅 - 玉ノ井駅間
- 名鉄広見線一部区間
  - 新可児駅 - 御嵩駅間
- 名鉄小牧線一部区間
  - 小牧駅 - 犬山駅間
- 名鉄竹鼻線全線
- 名鉄羽島線全線
- 伊豆急行伊豆急行線全線
- 伊豆箱根鉄道駿豆線全線
- 遠州鉄道鉄道線全線

#### 関西
- 近江鉄道本線全線
- 近江鉄道多賀線全線
- 近江鉄道八日市線全線
- 近鉄田原本線全線
- 近鉄生駒線一部区間
  - 王寺駅 - 東山駅間
  - 萩の台駅 - 南生駒駅間
- 近鉄信貴線全線
- 近鉄湯の山線全線
- 近鉄鈴鹿線全線
- 近鉄志摩線一部区間
  - 中之郷駅 - 船津駅間
  - 上之郷駅 - 志摩磯部駅間
- 南海高師浜線全線
- 南海多奈川線全線
- 南海加太線全線
- 南海和歌山港線全線
- 南海高野線一部区間
  - 橋本駅 - 極楽橋駅間
- 南海鋼索線全線
- 阪急嵐山線全線
- 阪急甲陽線全線
- 阪神武庫川線全線
- 山陽電鉄網干線全線
- 嵯峨野観光線全線

#### 九州
- 西鉄天神大牟田線一部区間
  - 聖マリア病院前駅 - 大善寺駅間
  - 蒲池駅 - 開駅間
- 西鉄甘木線全線
- 西鉄貝塚線全線
- 熊本電気鉄道菊池線全線
- 熊本電気鉄道藤崎線全線

## 単線化された路線

### 戦後
- 京成金町線 京成高砂 - 柴又間 (1.0km)
  - 2010年（平成22年）7月5日京成高砂駅の金町線単式1面1線の高架ホーム（5番線）が供用開始され、同乗り場に向かう線路のみ高架化されたため旧上り線が京成高砂駅地上ホームを経由（折返し）しての出入庫線となっている（単線並列）に切替わった。
- えちぜん鉄道勝山永平寺線 福井 - 越前開発間 (2.4km)
  - 2006年（平成18年）4月9日 新福井 - 福井口間 (1.0km) が単線化。
  - 2015年（平成27年）9月27日 福井口 - 越前開発間 (0.9km) が単線化。
  - 2018年（平成30年）6月24日 福井 - 新福井間 (0.5km) が単線化。